# Lulach của Scotland
Lulach mac Gille Coemgáin (Tiếng Gaelic hiện đại: Lughlagh mac Gille Chomghain, được biết đến trong tiếng Anh hiện đại là Lulach và có biệt danh là "Người bất hạnh" hay trong tiếng La Tinh là ''Kẻ ngốc"; sinh trước 1033 –  mất ngày 17 tháng 3 năm 1058) là Vua của Scotland trong khoảng thời gian từ ngày 15 tháng 8 năm 1057 đến ngày 17 tháng 3 năm 1058.
Lulach là con trai của Gruoch của Scotland từ cuộc hôn nhân đầu tiên của bà với Gille Coemgáin, một Mormaer (thống đốc) xứ Moray, và do đó là con kế của vua Macbeth (Mac Bethad mac Findlaích). Sau khi Macbeth qua đời trong trận Lumphanan vào ngày 15 tháng 8 năm 1057, các cận thần của nhà vua quá cố đã nhanh chóng đặt Lulach lên ngai vàng. Ông là vị vua đầu tiên của Scotland có thông tin chi tiết về lễ đăng quang, có thể là vào ngày 8 tháng 9 năm 1057 tại Scone. Lulach dường như là một vị vua yếu ớt, giống như biệt danh của ông, và ông chỉ trị vì được vài tháng trước khi bị ám sát và bị Malcolm III soán ngôi.
Con trai của Lulach, Máel Snechtai về sau cũng là là Mormaer xứ Moray, trong khi ông cũng có một đứa con gái là Óengus xứ Moray.
Người ta tin rằng ông được chôn cất trên Đảo Thánh Iona thuộc Saint Columba, trong hoặc xung quanh tu viện. Vị trí chính xác ngôi mộ của ông vẫn chưa được biết.

## Miêu tả trong tiểu thuyết
Lulach là một nhân vật phụ khá quan trọng trong cuốn tiểu thuyết lịch sử King Here after của Dorothy Dunnett, khi ông được miêu tả như một người tiên kiến. Trong cuốn tiểu thuyết, Dunnett đã sử dụng Lulach như một khía cạnh ngôn luận để tìm hiểu thông tin về sự thật của Macbeth.
Lulach cũng là một trong những nhân vật chính trong tiểu thuyết thiếu nhi Macbeth and Son của Jackie French và trong tiểu thuyết Lady MacBeth của Susan Fraser King.
Lulach cũng là một nhân vật trong vở kịch Dunsinane của David Greig, khi ông được miêu tả bị săn đuổi bởi những người lính Anh như một mối đe dọa cho hòa bình ở Scotland của Malcolm.